# Altdorf (Landschaftsschutzgebiet)
Das Landschaftsschutzgebiet Altdorf ist ein mit Verordnung der Unteren Naturschutzbehörde beim Landratsamt Böblingen vom 11. Februar 2010 ausgewiesenes Landschaftsschutzgebiet (LSG-Nummer 1.15.001).

## Lage und Beschreibung
Das 143.7 Hektar große Landschaftsschutzgebiet liegt südlich von Altdorf und gehört zum Naturraum Schönbuch und Glemswald. 
Das Landschaftsschutzgebiet hat Anteil am FFH-Gebiet, am Vogelschutzgebiet und am Naturpark Schönbuch.

## Schutzzweck
Wesentlicher Schutzzweck ist die Erhaltung der mit Löss bedeckten Landschaft. Die charakteristischen Landschaftsteile sollen vor weiterer Zersiedlung geschützt werden.